# Alígarh
Alígarh je indické město, ležící v západní části státu Uttarpradéš 140 km jihovýchodně od Dillí. Je centrem stejnojmenného distriktu, žije v něm 870 408 osob (podle sčítání z roku 2011).

## Historie
Původně bylo město známo pod názvy Kol nebo Koil, které se ještě občas používají v hovorové mluvě. Koncem 18. století bylo přejmenováno podle nedaleké pevnosti Aligarh Fort. V září 1803 proběhla bitva u Alígarhu, v níž generál Gerard Lake ve službách Britské Východoindické společnosti porazil vojsko Maráthské říše a město s okolím ovládli Britové.

## Ekonomika
Město je důležitou dopravní křižovatkou, prochází jím Grand Trunk Road i železnice z Dillí do Kalkaty. Alígarh leží v úrodné rovině mezi řekami Ganga a Jamuna, je proto střediskem potravinářského a bavlnářského průmyslu. Významným oborem je zpracování zinku a bronzu, Alígarh je rovněž proslulý množstvím továren specializovaných na výrobu zámků, které se vyvážejí do celého světa. Nedaleko města se nachází tepelná elektrárna Hardaungandž.

## Školství a kultura
Roku 1875 byla založena Mohammedan Anglo-Oriental College, z níž se v roce 1920 stala Alígarhská muslimská univerzita, nejvýznamnější škola pro muslimy v Indii, kterou navštěvuje okolo třiceti tisíc studentů. Její knihovna Maulana Azad Library je druhou největší v Asii a má ve svých fondech množství cenných historických rukopisů. Univerzita také pořádá každoroční filmový festival Filmsaaz. Ve městě se nachází množství hinduistických, muslimských, křesťanských i džinistických chrámů, turistickou atrakcí jsou trosky staré pevnosti.